# Determinação sexual cromossômica em mamíferos

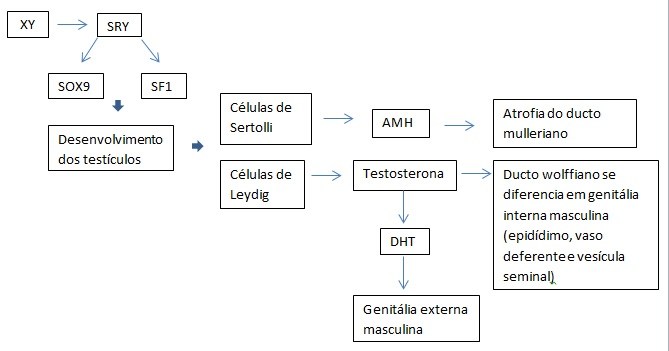
Esquema da determinação sexual masculina

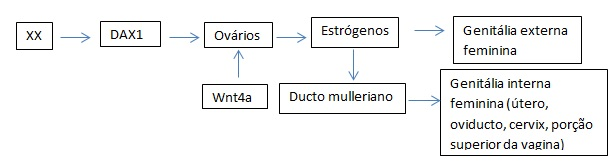
Esquema da determinação sexual feminina

A determinação sexual biológica em mamíferos é estritamente cromossômica (isto é, não possui nenhuma influência do ambiente). Indivíduos com genótipo XX tipicamente possuem o sexo biológico feminino e indivíduos com o genótipo XY tipicamente possuem o sexo biológico masculino.

## Determinação sexual primária
Determinação sexual primária é a determinação das gônadas, que acontece durante a embriogênese a partir da expressão de certos genes. O cromossomo Y carrega um gene que produz um fator determinante de testículos, por isso esse cromossomo é determinante na formação das gônadas. 
Aproximadamente na quarta semana de desenvolvimento embrionário, se forma uma gônada indiferenciada no mesoderma, a qual permanece indiferenciada até a sétima semana. A diferenciação das células germinativas não está envolvida na determinação sexual primária, e depende do ambiente em que essas células estão inseridas.

## Desenvolvimento de Testículos
Acontece a partir de genes do cromossomo Y, entre eles: 
SRY
É um fator de transcrição, necessário para formação de testículos. Na ausência dele, a gônada primordial se diferenciará em ovários. Logo, pessoas com genótipo XX contendo esse gene (o que podem acontecer a partir de uma recombinação entre os cromossomos X e Y nas células germinativas parentais), possuirão testículos e um fenótipo masculino, enquanto pessoas com genótipo XY sem esse gene possuirão ovários e um fenótipo feminino).
SOX 9
É um gene autossômico que seria ativado (e portanto passaria a ser transcrito) pelo SRY. É essencial para formação de testículos
Além desses dois genes, acredita-se que a proteína SF1, ativada pelo SRY, tenha importância na formação de testículos. Ela é um fator de transcrição que ativa vários genes envolvidos na síntese de esteroides, e age nas células de Leydig, ativando genes envolvidos na síntese de testosterona. 
No desenvolvimento fetal, as células intersticiais mesenquimais se diferenciam em células de Leydig, que irão produzir testosterona, e as células dos cordões testiculares se diferenciam em células de Sertoli, que secretam Hormônio antimülleriano.

## Desenvolvimento de ovários
Acontece a partir de genes do cromossomo X, entre eles:
DAX1
É um potencial gene determinante para ovários. Quando duas cópias suas estão presentes no cromossomo X ativo, mesmo que haja um cromossomo Y o sinal SRY é reprimido e são formados ovários. 
Wnt4a
Um gene autossômico com papel na formação dos ovários

## Determinação sexual secundária
É a determinação do fenótipo do corpo. Geralmente acontece por ação de hormônios produzidos nas gônadas (na ausência de gônadas, o fenótipo é feminino). Os ductos genitais indiferenciados são os ductos de Müller e o ducto de Wolff. Ambos são associados ao mesonefro (um rim embrionário) e descem pelo corpo até se abrirem na cloaca, uma abertura indiferenciada.

### Desenvolvimento feminino
Os hormônios estrogênicos produzidos pelos ovários permitem o desenvolvimento do ducto mulleriano em útero, oviducto, cérvix e parte superior da vagina, enquanto o ducto de Wolff se degenera.

### Desenvolvimento masculino
Os testículos secretam dois hormônios: o anti-mulleriano (AMH), o qual promove a atrofia do ducto mulleriano, e a testosterona, que promove o desenvolvimento do ducto de Wolff em epidídimo, vaso deferente e vesícula seminal. A testosterona é convertida em di-hidrotestosterona (DHT), a qual promove a masculinização da genitália externa e estimula a formação do pênis e da próstata.
Alguns indivíduos com genótipo XY possuem insensibilidade parcial ou total na proteína receptora para andrógenos como a testosterona e a di-hidrotestosterona, o que é conhecido como síndrome de insensibilidade aos andrógenos. Esses indivíduos possuem testículos, mas são incapazes de responder à testosterona e respondem ao estrógeno, possuem tanto genitália externa como aparência feminina.